# Resolução 213 do Conselho de Segurança das Nações Unidas
A Resolução 213 do Conselho de Segurança das Nações Unidas aprovada em 20 de setembro de 1965, depois de examinar a aplicação de Singapura para integrar as Nações Unidas, o Conselho recomendou à Assembléia Geral que Singapura fosse admitida.